# Tina Arena
Filippina Lydia Arena (Melbourne, 1 de noviembre de 1967), conocida como Tina Arena, es una cantante melódica y actriz australiana de ascendencia italiana.
Comenzó con 7 años cuando la seleccionaron como corista regular para un programa de televisión por su potente voz. Sacó Strong as Steel, en 1990. Tras firmar un contrato con Sony Music, Arena sacó el álbum Don't Ask en 1994, que tuvo mucho éxito en Australia y el Reino Unido, entre otros países. Simultaneó In Deep (1997), con la interpretación de la canción de The Mask of Zorro con Marc Anthony: "I Want To Spend My Lifetime Loving You". Este disco contenía canciones en francés, lengua por la que ha cosechado gran éxito en la Francofonía hasta el punto de grabar íntegramente su último disco en francés. También ha cantado en italiano y en español (Luna de Sorrento), y cantó un dueto en directo con Donna Summer. 
El 17 de noviembre de 2005, Tina y su compañero sentimental Vincent Mancini fueron padres de su primer hijo, Gabriel Joseph, nacido en París.

## Discografía
- 1990 - Strong as Steel
- 1994 - Don't Ask
- 1997 - In Deep
- 2000 - Souvenirs
- 2001 - Just Me
- 2003 - Vous êtes toujours là
- 2004 - Greatest Hits 1994-2004
- 2005 - Greatest Hits Live
- 2005 - Un autre univers
- 2007 - Songs of Love & Loss
- 2008 - 7 vies
- 2008 - Songs of Love & Loss 2
- 2009 - The Best & le meilleur
- 2015 - Love and Loss